# Naoto Kan
Naoto Kan (菅 直人?, Kan Naoto; Ube, 10 ottobre 1946) è un politico giapponese, primo ministro del Giappone dall'8 giugno 2010 al 2 settembre 2011..

## Biografia
Nato nella città di Ube, è figlio di un imprenditore. Si è laureato in fisica nel 1970 presso il Tokyo Institute of Technology.
Negli anni settanta è stato un attivista per la tutela dei diritti civili. Nel 1998 è stato tra i fondatori del Partito Democratico, di cui è diventato presidente nel 2009. Ha ricoperto l'incarico di ministro delle finanze nel governo Hatoyama. Durante tale incarico ha adottato una politica volta al mettere in ordine le finanze giapponesi, attraverso una riforma del sistema fiscale.
In seguito alle dimissioni di Yukio Hatoyama, dovute al calo di popolarità per non aver trasferito una base USA di Okinawa, Kan diventa Primo ministro del Giappone in data 8 giugno 2010 (il sesto in sei anni). Durante il suo mandato deve gestire le terribili conseguenze dei gravi eventi che hanno colpito nella primavera del 2011 l'arcipelago: il terremoto e maremoto di Sendai e il disastro di Fukushima. Travolto da tali eventi, rassegna le dimissioni dalla carica di Primo ministro e, il 30 agosto del 2011, gli succede il compagno di partito Yoshihiko Noda.

## Curiosità
- È apparso nel 1999 in una puntata di Turisti per caso sul Giappone, nella quale si afferma che forse sarà destinato a diventare capo del governo, cosa che poi è effettivamente accaduta.
- In seguito al disastro della centrale nucleare di Fukushima Naoto Kan ha deciso di non continuare a ricevere il suo stipendio da Primo ministro, ma solo quello da parlamentare.[4]